# Raúl Marcelo Vázquez
Raúl Marcelo Vázquez Vázquez (* 16. Januar 1948 in Colón, Provinz Matanzas) ist ein ehemaliger kubanischer Radrennfahrer und nationaler Meister im Radsport.

## Sportliche Laufbahn
Vázquez gehörte zur ersten Generation kubanischer Radrennfahrer, die auch in Europa Radrennen fuhren. Sein erster bedeutender Erfolg war der Etappensieg in der Kuba-Rundfahrt 1967, die zum ersten Mal international besetzt war. 1968 stand er als Dritter der Rundfahrt hinter dem Sieger Sergio Martinez auf dem Podium, wobei er erneut eine Etappe für sich entscheiden konnte. Bis 1977 konnte er insgesamt 13 Etappen gewinnen. 1971 gelang ihm der Gesamtsieg vor Aldo Arencibia. 1974 gewann er die Goldmedaille in der Mannschaftsverfolgung bei den Zentralamerika- und Karibikspielen. 
1975 wurde er Dritter der Mexiko-Rundfahrt hinter dem Sieger John Howard und gewann dabei eine Etappe. 1976 gewann er die kubanische Meisterschaft im Straßenrennen der Männer. Bei den Panamerikanischen Meisterschaften 1976 gewann er Gold im Mannschaftszeitfahren gemeinsam mit Aldo Arencibia, Carlos Cardet und Roberto Menendez. In der Einerverfolgung gewann er die Silbermedaille hinter Bambino Jaramillo. 1979 gewann er Silber in der Mannschaftsverfolgung. Die Internationale Friedensfahrt fuhr er viermal. 1967 wurde er 83., 1972 54. und 1977 55. der Gesamtwertung. 1968 schied er aus.
Vázquez war mehrfacher nationaler Meister im Bahnradsport, er gewann im Verlauf seiner aktiven Zeit die Titel in der Einerverfolgung, in der Mannschaftsverfolgung und im 1000-Meter-Zeitfahren.
Raúl Vázquez war Teilnehmer der Olympischen Sommerspiele 1968 in Mexiko-Stadt, der Olympischen Sommerspiele 1972 in München und der Olympischen Sommerspiele 1976 in Montreal.
1968 schied er im olympischen Straßenrennen aus. Im Bahnradsport wurde er im 1000-Meter-Zeitfahren 24., im Sprint und in der Einerverfolgung schied er in den Vorrunden aus.
1972 konnte er das im olympischen Straßenrennen nicht beenden. Der kubanische Vierer wurde im Mannschaftszeitfahren als 16. klassiert. Vázquez fuhr auch die Mannschaftsverfolgung.
1976 bestritt er das Mannschaftszeitfahren und wurde mit Carlos Cardet, Aldo Arencibia und Jorge Gómez 14. des Rennens. In der Einerverfolgung schied er in der Vorrunde aus. 
Er war mehrfach Teilnehmer an den Panamerikanischen Spielen.